# Liste der Monuments historiques in Trévenans
Die Liste der Monuments historiques in Trévenans führt die Monuments historiques in der französischen Gemeinde Trévenans auf.

## Liste der Objekte
| Bezeichnung                      | Beschreibung                             | Standort                            | Kennzeichnung | Schutzstatus | Datum | Bild |
| -------------------------------- | ---------------------------------------- | ----------------------------------- | ------------- | ------------ | ----- | ---- |
| Skulptur des heiligen Laurentius | Holz, polychrom gefasst, 18. Jahrhundert | in der Kirche Ste-Marguerite (Lage) | PM90000389    | Inscrit      | 1988  |      |
| Skulptur der heiligen Margaretha | Holz, polychrom gefasst, 18. Jahrhundert | in der Kirche Ste-Marguerite (Lage) | PM90000388    | Inscrit      | 1988  |      |